# Driedaagse Brugge-De Panne 2018
La Driedaagse Brugge-De Panne 2018 (it. Tre giorni di Bruges-De Panne), quarantaduesima edizione della corsa e valida come prova di classe 1.HC dell'UCI Europe Tour 2018, si svolse il 21 marzo 2018 su un percorso di 202,4 km, per la prima volta come prova in linea, con partenza da Bruges e arrivo a De Panne, in Belgio. La vittoria fu appannaggio dell'italiano Elia Viviani, il quale terminò il percorso in 4h41'08", alla media di 43,197 km/h, precedendo il tedesco Pascal Ackermann e il belga Jasper Philipsen.
Sul traguardo di De Panne 132 ciclisti, su 147 partiti da Brugge, portarono a termine la competizione.

## Squadre e corridori partecipanti
| N.      | Cod. | Squadra                    |
| ------- | ---- | -------------------------- |
| 1-7     | QST  | Quick-Step Floors          |
| 11-17   | LTS  | Lotto Soudal               |
| 21-27   | BOH  | Bora-Hansgrohe             |
| 31-36   | MTS  | Mitchelton-Scott           |
| 41-47   | TKA  | Team Katusha Alpecin       |
| 51-57   | ABS  | Aqua Blue Sport            |
| 61-65   | CCC  | CCC Sprandi Polkowice      |
| 71-77   | COF  | Cofidis, Solutions Crédits |
| 81-87   | TDE  | Direct Énergie             |
| 91-97   | GAZ  | Gazprom-RusVelo            |
| 101-107 | HBA  | Hagens Berman Axeon        |

| N.      | Cod. | Squadra                         |
| ------- | ---- | ------------------------------- |
| 111-117 | ICA  | Israel Cycling Academy          |
| 121-127 | NIP  | Nippo-Vini Fantini-Europa Ovini |
| 131-137 | RNL  | Roompot-Nederlandse Loterij     |
| 141-147 | SVB  | Sport Vlaanderen-Baloise        |
| 151-157 | UHC  | UnitedHealthcare                |
| 161-167 | VWC  | Veranda's Willems-Crelan        |
| 171-177 | VCC  | Vital Concept Cycling Club      |
| 181-187 | WGG  | Wanty-Groupe Gobert             |
| 192-197 | WVA  | WB Aqua Protect Veranclassic    |
| 201-207 | CIB  | Cibel-Cebon                     |
| 211-217 | TIS  | Tarteletto-Isorex               |

## Ordine d'arrivo (Top 10)
| Pos. | Corridore           | Squadra    | Tempo    |
| ---- | ------------------- | ---------- | -------- |
| 1    | Elia Viviani        | Quick-Step | 4h41'08" |
| 2    | Pascal Ackermann    | Bora       | s.t.     |
| 3    | Jasper Philipsen    | Hagens     | s.t.     |
| 4    | Baptiste Planckaert | Katusha    | s.t.     |
| 5    | Jens Debusschere    | Lotto      | s.t.     |
| 6    | Amaury Capiot       | Sport Vl.  | s.t.     |
| 7    | Roy Jans            | Cibel      | s.t.     |
| 8    | Hugo Hofstetter     | Cofidis    | s.t      |
| 9    | Adam Blythe         | Aqua Blue  | s.t      |
| 10   | Eduard M. Grosu     | Nippo      | s.t.     |